# Hayward, Minnesota
Hayward är en ort i Freeborn County i delstaten Minnesota, USA.